# William Alabaster
William Alabaster (também escrito Alablaster ou Arblastier) (Hadleigh, Suffolk, 27 de janeiro de 1567 – Little Shelford, Cambridgeshire, 1 de abril de 1640) foi um poeta, dramaturgo e escritor religioso inglês.
Estudou na Westminster School, e no Trinity College de Cambridge desde 1583. Sua Roxana, uma tragédia em latim, foi interpretada aproximadamente em 1592, e impressa em 1632. Roxana se baseia em La Dalida (Veneza, 1567) de Luigi Groto, conhecido como Cieco di Hadria, e Hallam afirma que é um plágio (Literature of Europe, iii.54).
Em junho de 1596 Alabaster marchou com Robert Devereux, conde de Essex, em uma expedição a Cádiz, e, estando na Espanha, se converteu ao catolicismo, segundo narra em um soneto. Suas crenças religiosas fizeram que estivesse na prisão várias vezes, em 1598 e 1599; ao final, desistiu do catolicismo e foi favorecido por Jaime I. Recebeu uma prebenda na Catedral de São Paulo.

## Obras
- Roxana - (h. 1595) Drama em latim
- Elisaeis – Poema épico em latim sobre Isabel I
- Apparatus in Revelationem Jesu Christi (1607)
- De bestia Apocalypsis (1621)
- Ecce sponsus venit (1633)
- Spiraculum Tubarum (1633)
- Lexicon Pentaglotton, Hebraicum, Chaldaicum, Syriacum, Talmudico-Rabbinicon et Arabicum (1637)